# Joan Ernest III de Saxònia-Weimar
Joan Ernest III de Saxònia-Weimar (en alemany Johann Ernst III von Sachsen-Weimar), va néixer a Weimar el 22 de novembre de 1664 i va morir a la mateixa ciutat el 10 de juny de 1707. Era un noble alemany, fill del duc Joan Ernest II de Saxònia-Weimar (1627-1683) i de Cristina Elisabet de Schleswig-Holstein-Sonderburg (1638-1679).
A la mort del seu pare, el 1683, va compartir la titularitat del ducat de Saxònia-Weimar amb el seu germà Guillem. De tota manera, el seu caràcter feble i l'alcoholisme li impediren participar activament en les tasques de govern.
Molt aficionat a la música el 1672 nomenà a l'Adam Drese com el seu mestre de capella. Del març al juliol de 1703, Johann Sebastian Bach va ser nomenat músic de la cort de Weimar, que va escriure el Concert d'Orgue núm. 1 en sol major, BWV 592, i Concert per a solista d'orgue en do major, BWV 595, a partir d'un tema del seu fill, Joan Ernest.

## Matrimoni i fills
L'11 d'octubre de 1685 es va casar a Zerbst amb Sofia Augusta d'Anhalt-Zerbst (1663-1694), filla del príncep Joan VI d'Anhalt-Zerbst (1621-1667) i de Sofia Augusta de Schleswig-Holstein-Gottorp (1630-1680). El matrimoni va tenir cinc fills: 
- Joan (1686-1686)
- Ernest August (1688-1748), casat primer amb la princesa Elionor Guillemina d'Anhalt-Köthen (1696-1726), i després amb Sofia Carlota de Brandenburg-Bayreuth (1713-1747)
- Elionor (1689-1690)
- Joana (1690-1691)
- Joana (1693-1751)

Vidu el 1694, aquell mateix any es casà amb Carlota de Hessen-Homburg (1672-1738), amb qui va tenir quatre fills més:
- Carles (1695-1696)
- Joan Ernest (1696-1715), músic.
- Lluïsa (1697-1704)
- Cristina (1700-1701)